# Seger- och fosterländska tacksägelsedagen och de kroatiska försvararnas dag
Seger- och fosterländska tacksägelsedagen och de kroatiska försvararnas dag (kroatiska: Dan pobjede i domovinske zahvalnosti i Dan hrvatskih branitelja) är en allmän helgdag som årligen firas i Kroatien den 5 augusti. Helgdagen är en minnesdag för det kroatiska självständighetskriget, i Kroatien kallat Hemlandskriget, och en hyllningsdag för de krigsveteraner (både män och kvinnor) som deltog i kriget. Datumet är årsdagen då den kroatiska armén år 1995 intog staden Knin i slutfasen av operation Storm i vilken Kroatien tog kontrollen över den ensidigt proklamerade serbiska republiken Krajina och banade väg för en fredlig integration av de sista serbhållna områdena i östligaste Slavonien.

## Bakgrund
Sedan Förenta nationerna i Kroatien misslyckats med sitt uppdrag och fredssamtal mellan Kroatien och serbiska separatister brutit samman valde den kroatiska regeringen den 4 augusti 1995 att inleda operation Storm med mål att återerövra de områden som sedan år 1991 hållits av serbiska separatister med hjälp av militärt och ekonomiskt stöd från Serbien. Den 5 augusti klockan 12:00 nådde de kroatiska styrkorna staden Knin som var de serbiska separatisternas självutnämnda huvudstad och en tjugo meter lång kroatisk flagga kunde hissas vid Kninfästningen i den forna kungliga (kroatiska) staden. Den 6 augusti återtog de kroatiska styrkorna orter som Plaško, Lički Osik, Vrhovine, Obrovac, Korenica, Slunj och Plitvice. Den 7 augusti 1995, 84 timmar efter att den inletts, förklarades den militära operationen Storm vara slutförd och målet fullbordat. De tidigare serbhållna områdena integrerades därefter i Kroatien och de kroatiska civila som tidigare fördrivits från området av serberna tilläts återvända.

## Kontroverser
I sviterna av (och som en konsekvens av) operation Storm flydde merparten av områdets serbiska befolkning till Serbien eller serbhållna områden i Bosnien och Hercegovina. Från officiellt serbiskt håll kritiseras helgdagen då händelserna under operation Storm ses som en tragedi för den serbiska minoriteten i Kroatien. Från officiellt kroatiskt håll tillbakavisas kritiken. Kroatien hävdar att firandet bör ses i ljuset av den illegala serbiska republiken Krajinas upplösning vilket skapade förutsättningar för fred och inte den serbiska minoritetens flykt.           

## Historik
Åren 1996–2007 kallades helgdagen för Seger- och fosterländska tacksägelsedagen. Sedan den 5 maj 2008 bär helgdagen sitt nuvarande namn.

### Fotnoter
1. 1 2 3 4 5  Sabor.hr Arkiverad 10 augusti 2014 hämtat från the Wayback Machine. - Kroatiska parlamentets officiella webbplats (engelska)